# Baie d'Olioutorsk
La baie d'Olioutorsk ou golfe d'Olioutorsk (en russe : Олюторский залив, Olioutorski zaliv), est une baie située dans la mer de Bering au nord-est de la péninsule du Kamtchatka, en Russie.
Elle est délimitée à l'ouest par la péninsule Govena, qui la sépare de la baie de Korf, et à l'est par la péninsule d'Olioutorsk. Elle est longue de 228 km et large d'environ 83 km. Sa profondeur maximale est de 1 000 m. La côte occidentale est dominée par la chaîne Pylguinski, dont le point culminant s'élève à 1 357 m d'altitude. En temps normal, la baie est recouverte de banquise de décembre à mai. Le marnage dans la baie est de 1,9 m.